# Песочня (приток Лосьминки)
Песочня (устар. Червоная) — река в Смоленской области России, протекает по территории Вяземского района. Устье реки находится в 17,4 км от устья Лосьминки по левому берегу. Длина реки составляет 12 км. Вдоль течения реки расположены деревни Степаниковского сельского поселения — Двоевка, Колозовка, Горки и Новое Рожново.

## Данные водного реестра
По данным государственного водного реестра России относится к Окскому бассейновому округу, водохозяйственный участок реки — Угра от истока и до устья, речной подбассейн реки — Бассейны притоков Оки до впадения Мокши. Речной бассейн реки — Ока.
Код объекта в государственном водном реестре — 09010100412110000020873.